# سیارک ۲۰۰۵
سیارک ۲۰۰۵ (به انگلیسی: 2005 Hencke، نامگذاری:1973RA) دو هزار و پنجمین سیارک کشف شده‌است که در ۲ سپتامبر ۱۹۷۳ کشف شد.
قدر مطلق سیارک برابر ۱۲٫۲۰ است.